# Naturschutzgebiet Elbsee

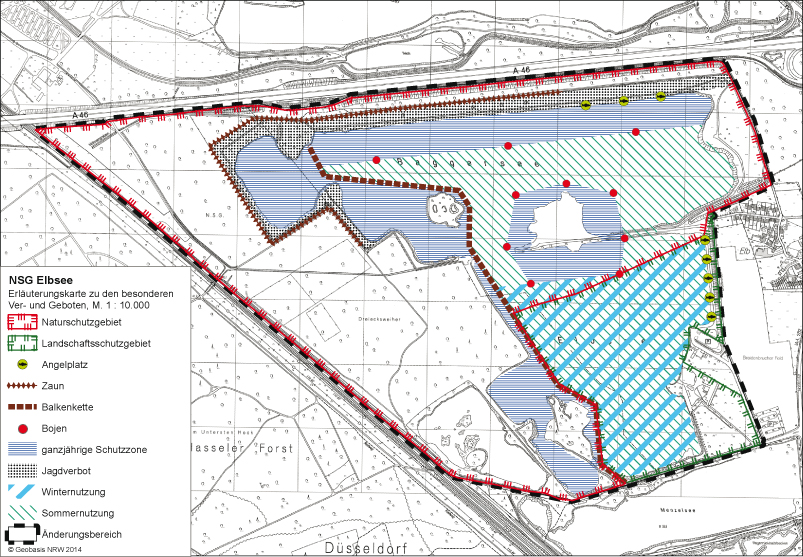
Erläuterungskarte NSG Elbsee Ver- u. Gebote Landschaftsplan 2. Änd. (2016)

Das Naturschutzgebiet Elbsee liegt auf dem Gebiet der kreisfreien Stadt Düsseldorf in Nordrhein-Westfalen. Das Gebiet erstreckt sich südöstlich der Kernstadt von Düsseldorf und nordwestlich von Hilden. Das Schutzgebiet liegt im Stadtteil Unterbach südlich der BAB
A 46 und östlich der Bahnlinie Düsseldorf / Hilden. Die südliche Grenze bildet der mit Schalbruch bezeichnete Weg, an dessen Südseite der Menzelsee liegt. Nördlich der BAB 46 erstreckt sich der 84 ha große Unterbacher See.

## Beschreibung
„Das Naturschutzgebiet "Elbsee" [mit der Kennung D-012] wurde im Jahr 2010 aus dem seit 1985 festgesetzen Gebiet "Dreiecksweiher" und dem neu gebildeten Gebiet am Elbsee ausgewiesen. Damit wurde das ursprüngliche Gebiet mit einer Größe von 85,0 ha um 79 ha erweitert und hat damit die Ausdehnung von 157 ha erreicht“. Lediglich etwa ein Viertel der Wasserfläche des Elbsees um das Wassersportzentrum Elbsee im Südosten wurde nicht in das Naturschutzgebiet einbezogen, ist aber als Landschaftsschutzgebiet ausgewiesen. Eine schwimmende Balkenkette im Westteil und Bojen um die Inseln und vor dem Nordufer markieren eine ganzjährige Schutzzone. Wassersport und Angeln ist unter Einhaltung der Vorgaben des Landschaftsplanes (s. unten Einzelnachweise) im nördlichen Elbsee nur in der Zeit vom 1.4. - 31.10. im Jahr erlaubt.

„Dem nördlichen Teil des Elbsees kommt eine außerordentlich hohe Bedeutung für die Biotopfunktionen zu. Dies resultiert unter anderem aus dem besonderen Wert des nährstoffarmen Wasserkörpers, der sich deutlich vom älteren Südteil des Sees unterscheidet. In dem kalkreichen, nährstoffarmen Stillgewässer finden sich unter anderem Armleuchteralgen, Dunkle Glanzleuchteralge und Glänzendes Laichkraut.
Vor allem aus ornithologischen Gründen sind einige Uferzonen und eine Insel als Naturschutzgebiet festgesetzt worden. Dort kommen weitere seltene Tier- und Pflanzenarten vor, zum Beispiel Uferschwalbe, Flussregenpfeifer, Kiebitz, Dünen-Sandlaufkäfer, Schwalbenschwanz, Echtes Tausendgüldenkraut.
Darüber hinaus ist das Nordufer mit einer Flachwasserzone und angrenzendem Schilfröhricht als gesetzlich geschütztes Biotop ausgebildet. Es ist Brutgebiet seltener Vogelarten und Lebensraum weiterer seltener Tier- und Pflanzenarten wie Wasserralle, Teichrohrsänger, Kleine Königslibelle, Gemeine Winterlibelle, Sumpf-Helmkraut, Borstige Schuppensimse.
Von speziell angelegten Aussichtspunkten können Besucher Haubentaucher, Blässhühner, Graugänse, oder eine imposante Graureiherkolonie mit bis zu 20 Brutpaaren beobachten. Eine stattliche Reiherkolonie hat sich hier angesiedelt, aber auch seltene Enten, Gänse und Kormorane nutzen den Dreiecksweiher und die Landzungen als Rückzugsgebiet.
Aufgrund der Größe und Tiefe des Elbsees kommt dem Gewässer eine herausragende Bedeutung für durchziehende, rastende und überwinternde Wasservogelarten zu. Die Liste der am Elbsee beobachteten Wasservogelarten umfasst über 70 Arten, darunter befinden sich zahlreiche zum Teil seltene und gefährdete Arten. So wurden Rallenreiher, Silberreiher, Rohrdommel, Fischadler, Schwarzmilan, Flussseeschwalbe, Trauerseeschwalbe, Zwergmöwe, Alpenstrandläufer, Bekassine, Bruchwasserläufer, Flussuferläufer, Grünschenkel, Kampfläufer, Rotschenkel, Säbelschnäbler, Sanderling, Sandregenpfeifer, Sichelstrandläufer, Temminckstrandläufer, Waldwasserläufer, Zwergstrandläufer, Brandgans, Mittelsäger, Zwergsäger, Samtente, Trauerente, Spießente, Pfeifente, Krickente, Löffelente, Tafelente und Reiherente gesichtet.“

Ein 7,5 m hoher Aussichtsturm am Südufer kann zur Naturbeobachtung genutzt werden.
Schutzziele sind
- die Erhaltung der naturnahen, teils oligotrophen Abgrabungsseen mit submerser Vegetation und Röhrichten, Flachwasserzonen, buchtenreichen Ufern und offenen Inseln als Brut-, Rast- und Nahrungsplatz und als Winterhabitat für Wasservögel sowie für Amphibien, Fledermäuse, Schmetterlinge, Libellen,
- die Erhaltung der alten Buchen- und Eichen-Hainbuchenwälder mit den daran gebundenen Höhlenbrütern durch naturnahe Bewirtschaftung und Förderung von Alt- und Totholz,
- die Entwicklung weiterer standortgerechter Buchen- und Eichen-Hainbuchenwälder durch Umwandlung von Pappel- und Erlenwäldern und
- der Schutz des Gebietes vor Beeinträchtigungen durch ungeordnete Freizeitaktivitäten sowie der naturschutzverträglichen Lenkung vereinsgebundener Wassersportnutzungen.[5][6]

## Wanderwege
Der etwa 7 km lange Wanderweg A7 führt um den Elbsee und erlaubt an einigen Aussichtspunkten den Blick auf den See, der auf der West- und Nordseite ansonsten weitgehend abgezäunt ist. Ein großer, öffentlicher Parkplatz steht in der Nähe des Wassersportzentrums am Südostufers zur Verfügung, ist aber an Wochenenden häufig ausgenutzt.

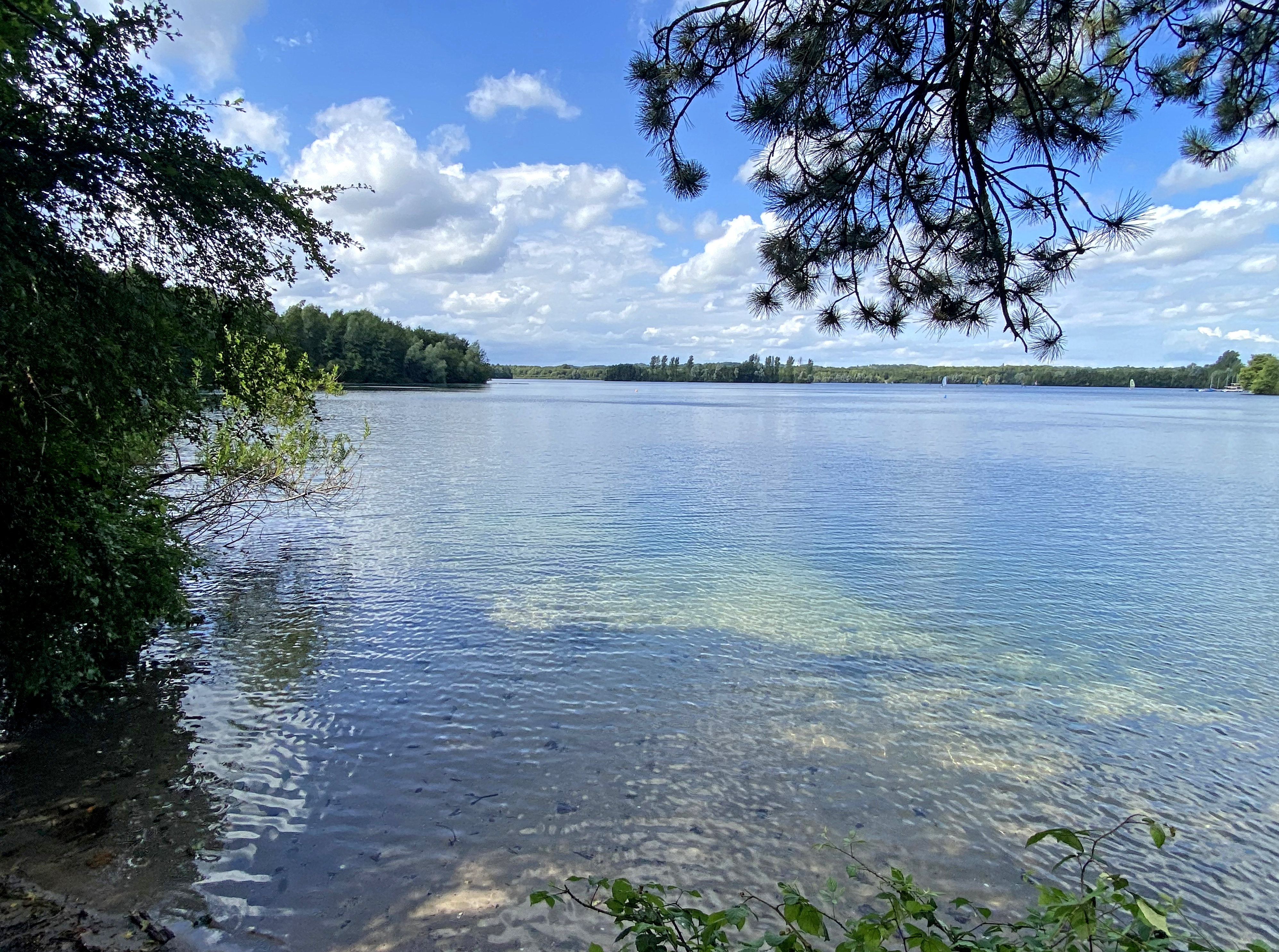
Blick über den Elbsee nach Norden
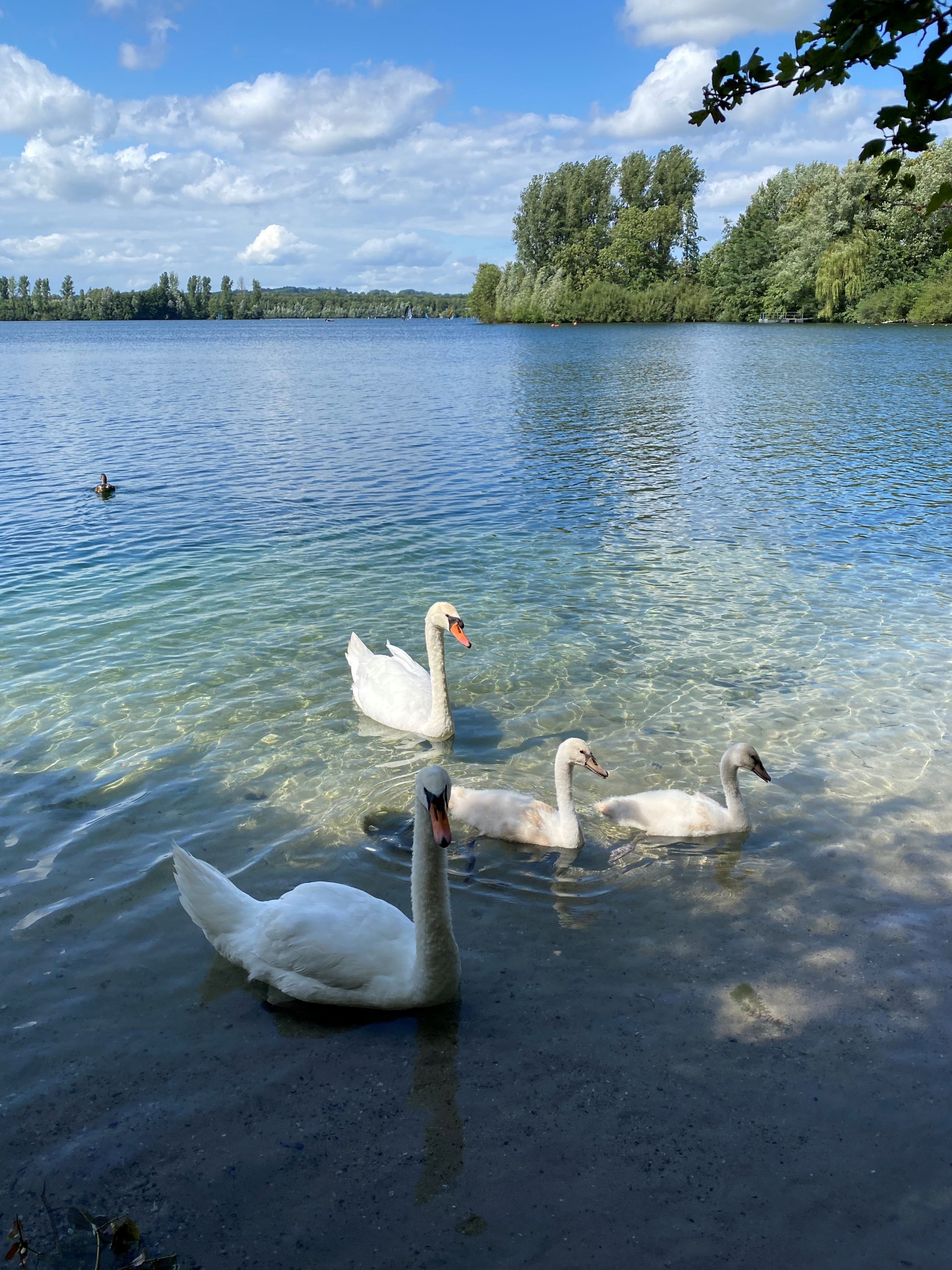
Schwanenfamilie - an Menschen gewöhnt
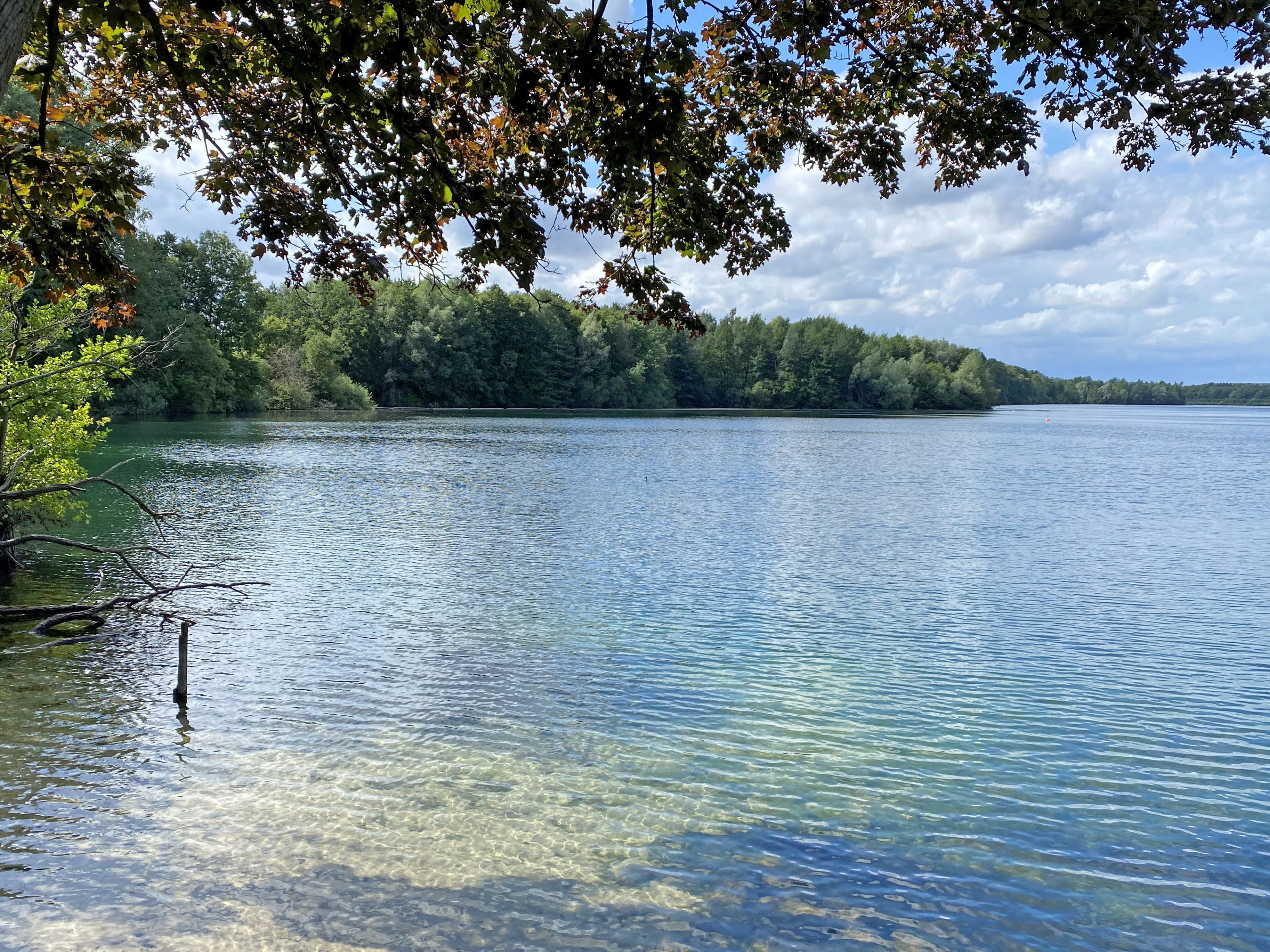
Blick auf das Westufer des NSG
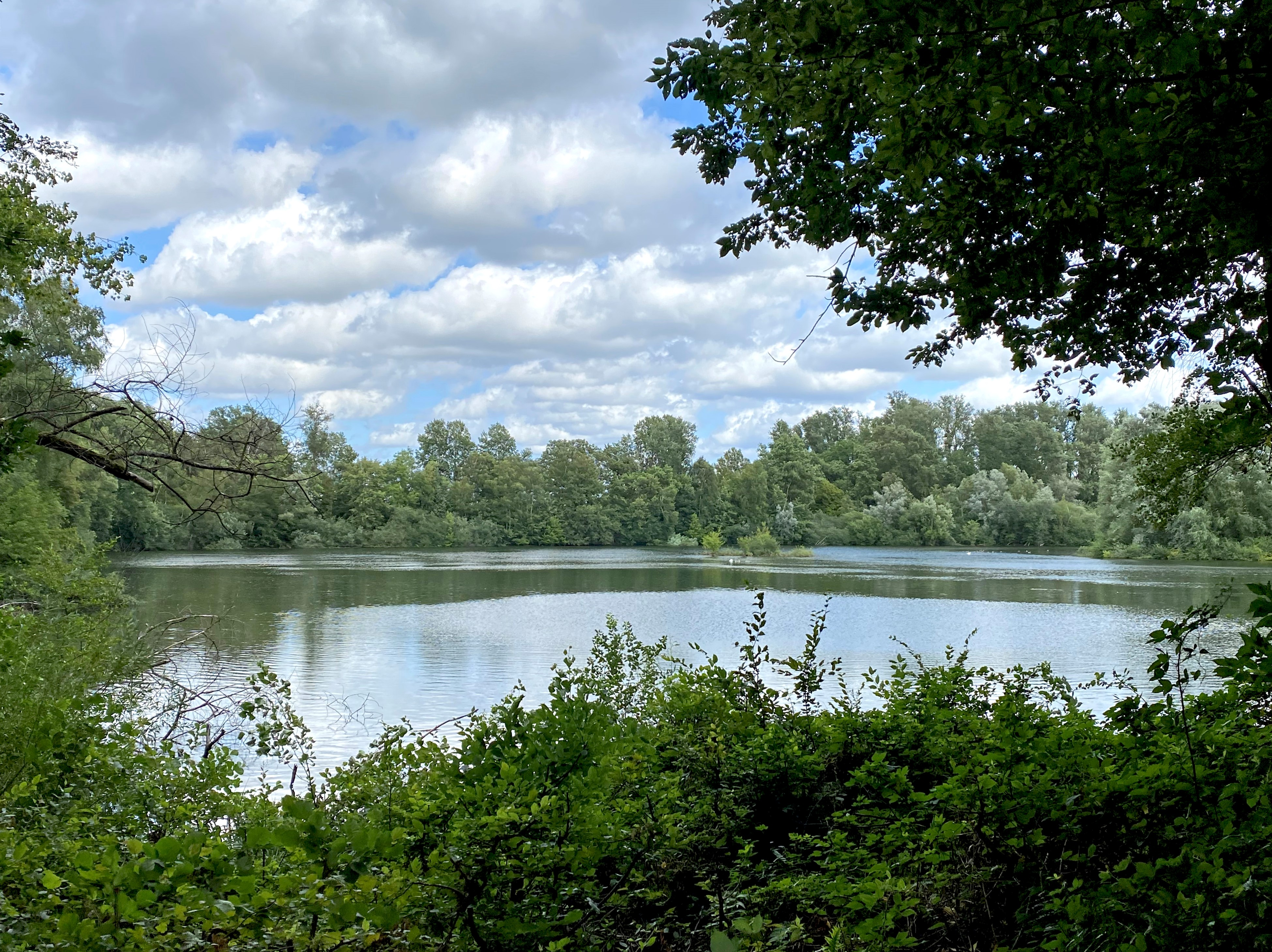
Blick in den Dreiecksweiher
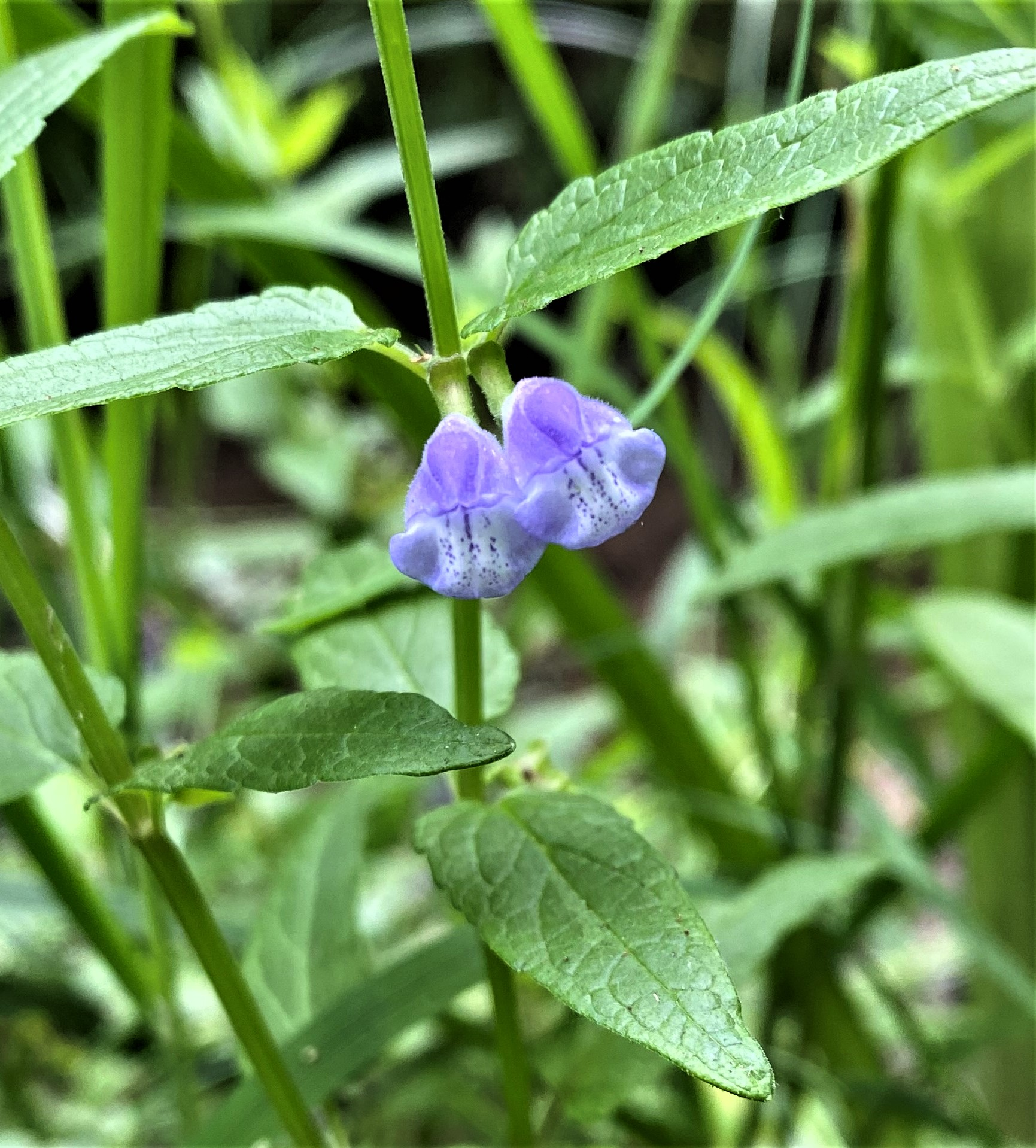
Sumpf-Helmkraut (Scutellaria galericulata)
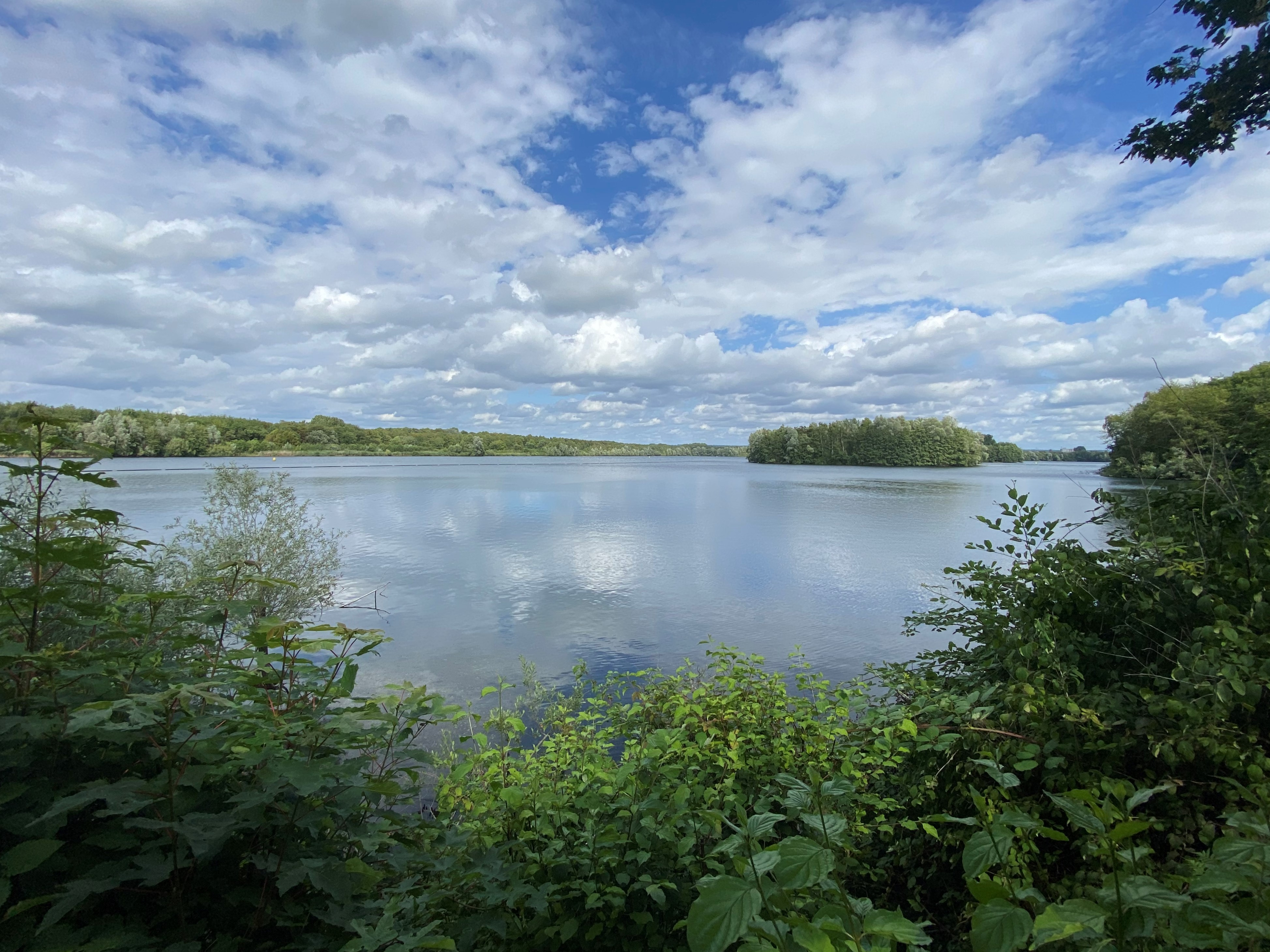
Blick von Nord-Westen auf die Vogelinsel
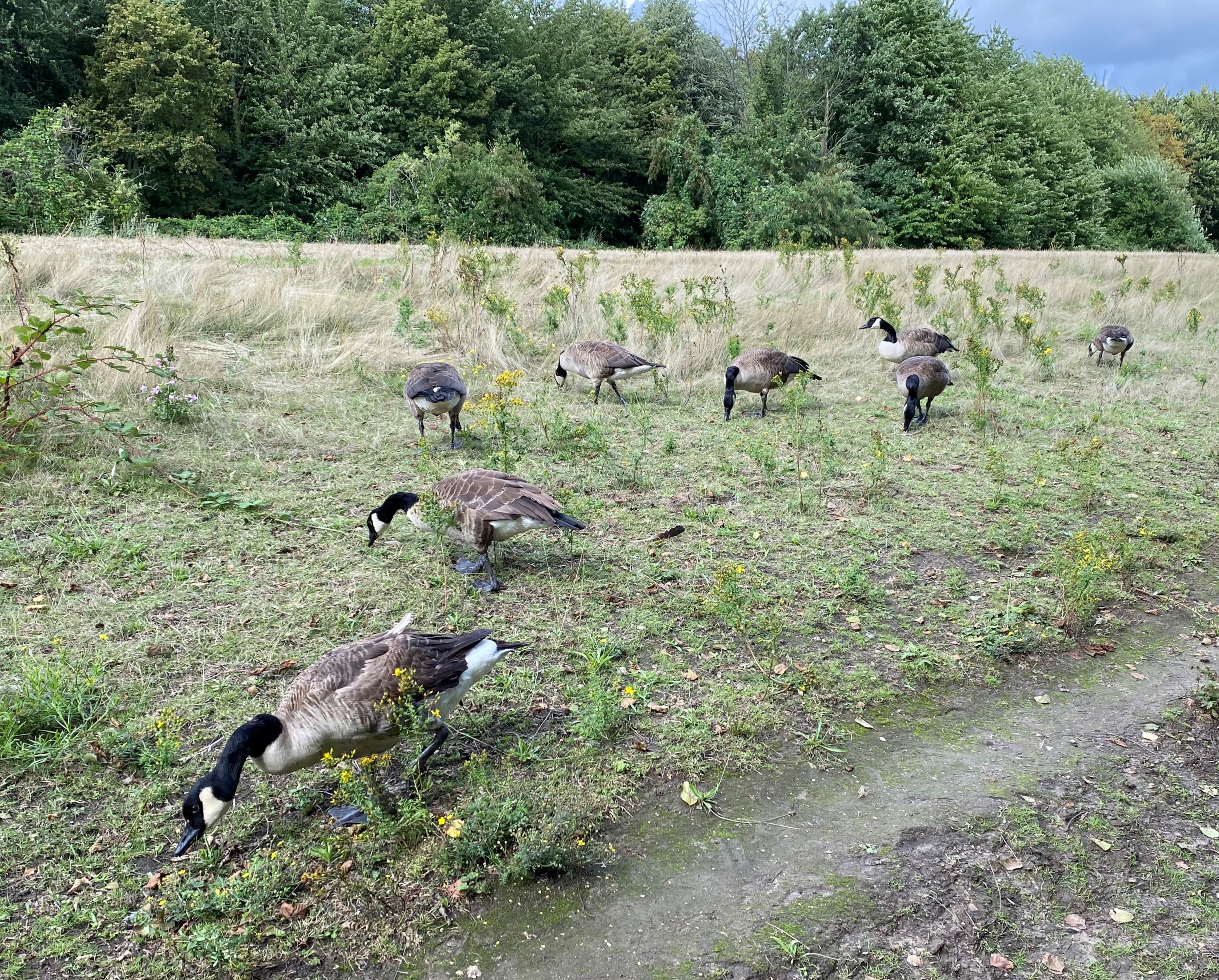
Kanadagänse ohne Scheu auf der Nordseite des Elbsees
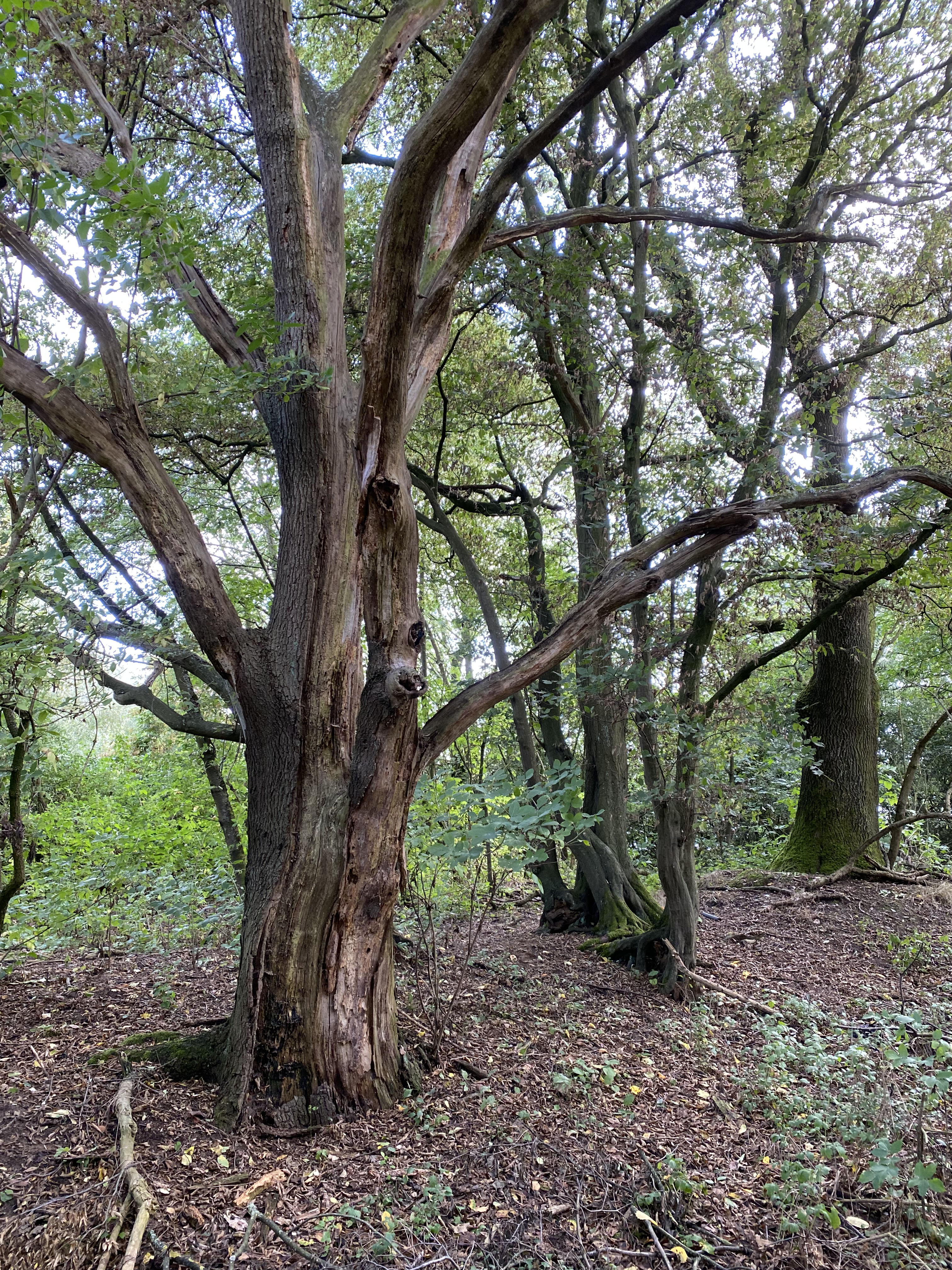
Totholz – wichtig für Insekten und Vögel
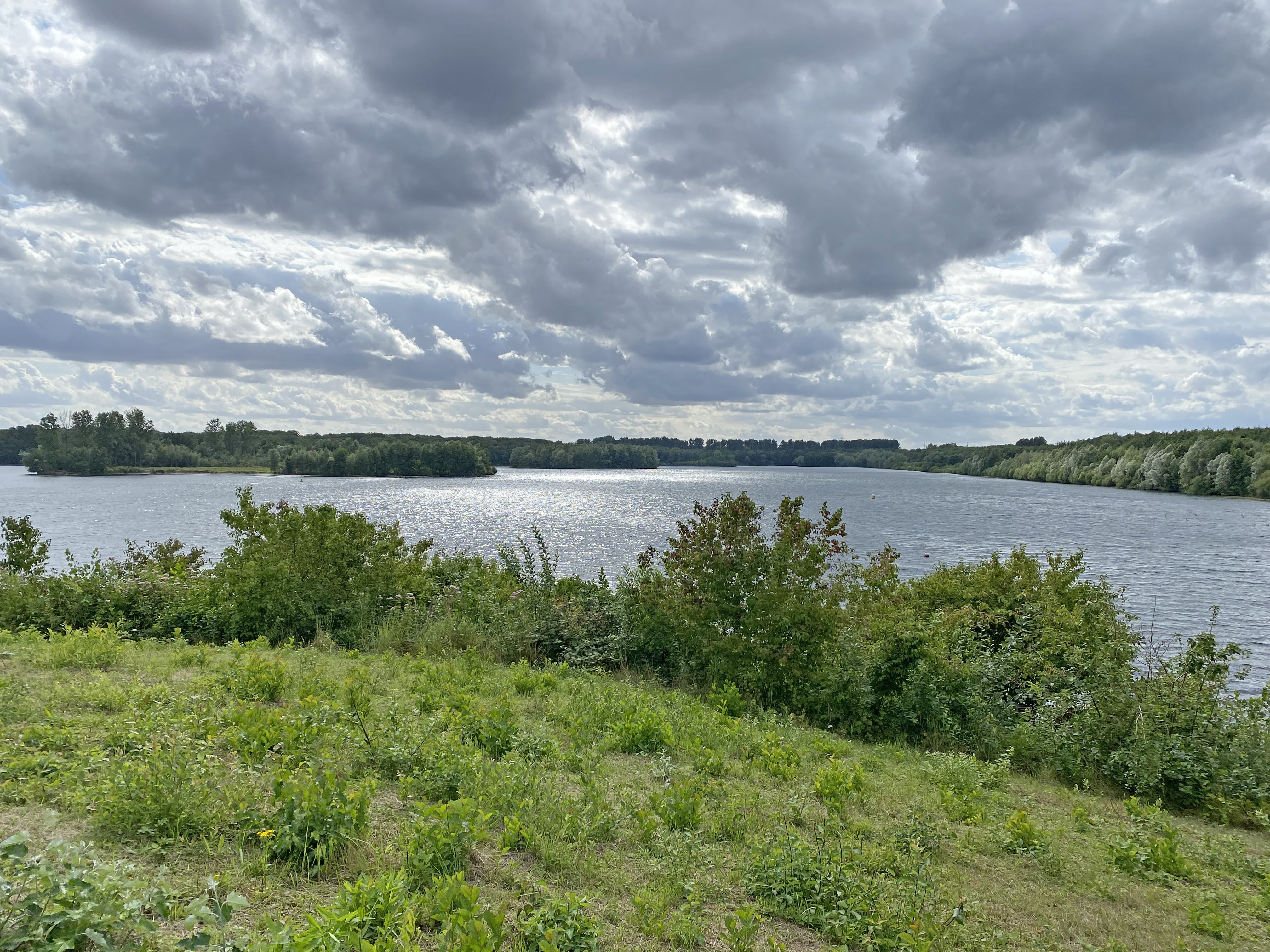
Nordöstlicher Aussichtspunkt über das NSG
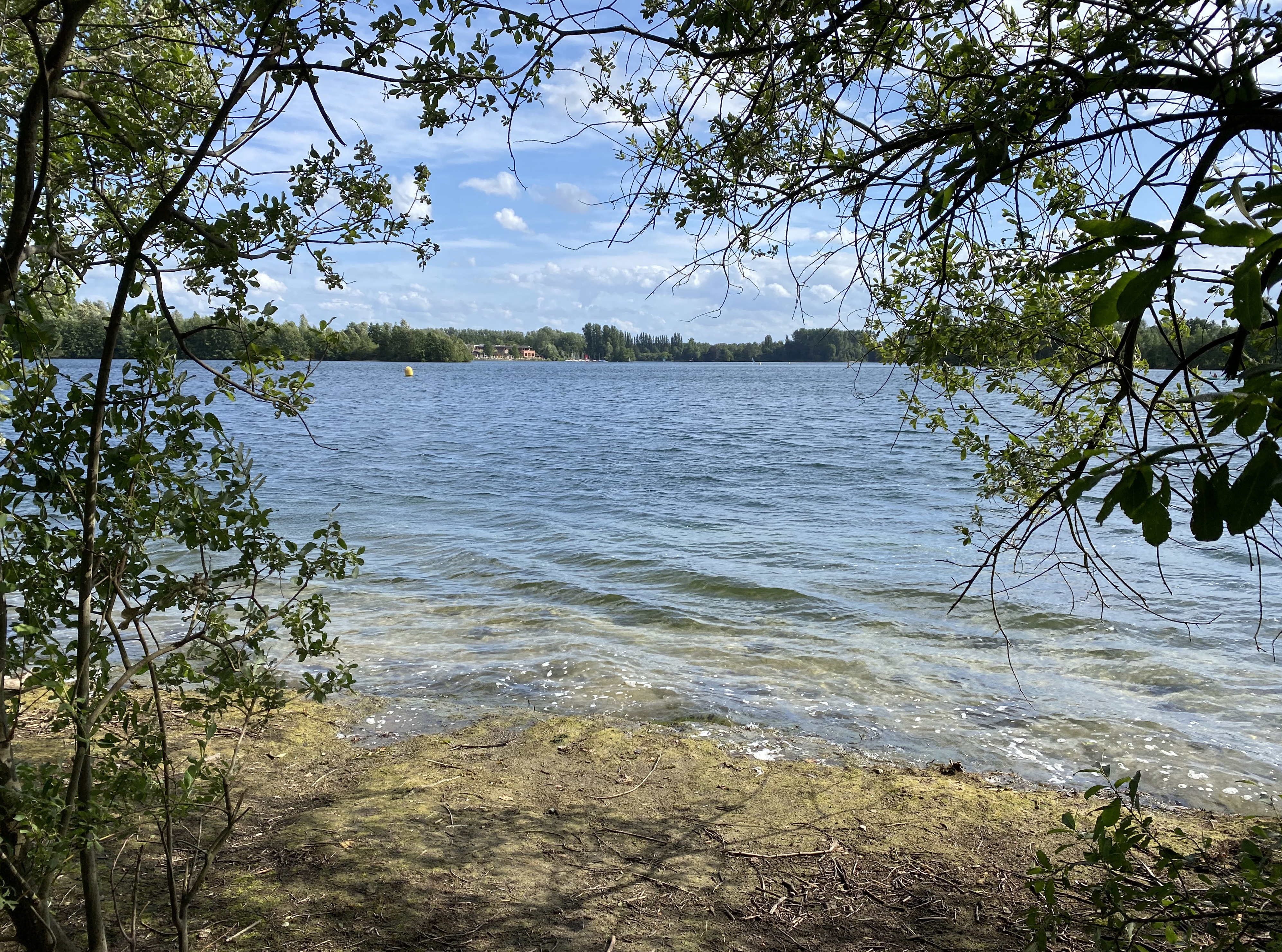
Blick vom Nordufer des NSG Elbsees Richtung Wassersportzentrum im Südosten